# How to Save a Life (singolo)
How to Save a Life è un singolo del gruppo musicale statunitense The Fray. È la title track del loro album di debutto, How to Save a Life, ed è il secondo singolo estratto da esso. Ha raggiunto la terza posizione della classifica dei singoli statunitense ed è rimasta in classifica per 58 settimane consecutive. La canzone ha avuto 2 000 000 di download ed ha vinto due dischi di platino. Inoltre è stata nominata come migliore performance musicale di un gruppo ai Grammy Award nel 2007, riconoscimento andato poi a Dani California dei Red Hot Chili Peppers.
La canzone è stata la prima del gruppo ad ottenere una certà popolarità al di fuori degli Stati Uniti, entrando nella top 5 in Australia, Irlanda, Svezia, e Regno Unito. Nel Regno Unito è stato uno dei singoli più venduti del 2007.
Secondo Isaac Slade, cantante del gruppo, oltre che autore del testo, la canzone è stata composta ed ispirata dalla sua esperienza come mentore in un campeggio per adolescenti con problemi. Il cantante ha dichiarato che "non esiste un manuale su come salvare una vita". I versi della canzone descrivono il tentativo di un adulto di confortare un adolescente con dei problemi. Nel ritornello il cantante però lamenta che lui non è in grado di salvare un amico, non sapendo come fare.

## Video musicale
Il video musicale originale, trasmesso la prima volta su VH1 il 12 settembre 2006, ha come tema ricorrente una luce e il fermarsi del tempo. Il video mostra la scena di un incidente stradale e tutte le vittime che ne verranno "in pausa". Nel video si vede spesso una luce muoversi e splendere all'interno di un bosco, ai lati della strada. Scene del gruppo che suonano all'interno di un magazzino si alternano con la storia principale.
Una seconda versione del video invece vede le stesse scene del gruppo suonare, alternate però con sequenze prese dagli ultimi episodi della seconda stagione di Grey's Anatomy. In questa versione sono state tagliate tutte le scene dell'incidente e delle presunte vittime.
Una terza versione del video è stata trasmessa il 6 dicembre 2006 ed è diretta da Mark Pellington. Il video vede protagonisti diversi adolescenti, tutti apparentemente molto depressi. Molti dei ragazzi piangono e urlano nel video, tutti contro uno sfondo bianco. Sono anche mostrate nel corso del video scene del gruppo che suona il brano di fronte allo stesso sfondo. Diversi "passi" vengono enumerati durante il video, come "Remember" (ricorda), "Cry" (piangi), o "Let It Go" (lascia andare). Il video termina con ognuno dei ragazzi che sembra aver trovato una propria serenità.
Un quarto video è stato trasmesso il 21 settembre 2006 e mostra una serie di immagini degli attentati dell'11 settembre 2001. Un quinto video invece vede immagini di New Orleans, dopo la distruzione dell'Uragano Katrina.
Il video ha raggiunto la nona posizione nella classifica "50 Worst Music Video Ever" del New Musical Express, che l'ha definito un video «terribile» che fa sembrare «la solitudine uno spot per la collezione estiva di Gap».

## Utilizzo del brano nei media
La canzone è stata utilizzata nella serie televisiva Scrubs - Medici ai primi ferri, verso la fine dell'episodio "Il mio pranzo" (Serie 5 Ep. 20) in una scena struggente, quando tre pazienti muoiono dopo aver contratto la rabbia tramite il trapianto di organi da una stessa donatrice. Il Dr. Cox (John C. McGinley) ritiene che sia a causa di una sua negligenza che si sono verificate le morti, e, successivamente, ha un crollo emotivo e lascia l'ospedale a metà turno. Viene usata anche come canzone di chiusura nella serie televisiva Cold Case (Serie 4 Ep. 12). È stata utilizzata anche nella serie tv One Tree Hill nella puntata "Le Fasi Del Lutto" (3x17). È stata utilizzata anche nell'episodio della seconda stagione di Grey's Anatomy, "Se un soldino troverai..." dopo quattro morti nell'ospedale e altri tre previsti, mettono in onda la canzone nel momento in cui i medici si sentono superstiziosi. La canzone è stata utilizzata anche nel trailer del film The Blind Side con Sandra Bullock. È stata nuovamente utilizzata nella serie Grey's Anatomy quando, nell'episodio musical Una canzone per rinascere viene cantata dall'intero cast mentre Callie Torres viene operata dopo un grave incidente e lei e la bambina che porta in grembo sono sospese tra la vita e la morte. Sempre nella serie, nell'undicesima stagione, l'episodio della tragica morte del Dr. Derek Shepherd prende il nome della canzone. La canzone è stata utilizzata anche nel telefilm Saving Hope.

## Tracce
UK CDS 1
1. How To Save A Life
2. She Is - Acoustic from Stripped Raw + Real

UK CDS 2
1. How To Save A Life
2. How To Save A Life - Acoustic from Stripped Raw + Real
3. She Is - Acoustic from Stripped Raw + Real
4. How To Save A Life - CD-Rom Video

## Classifiche
| Classifica (2006)                      | Posizione massima |
| -------------------------------------- | ----------------- |
| Australia                              | 2                 |
| Belgio                                 | 7                 |
| Bulgaria                               | 1                 |
| Canada                                 | 1                 |
| Cile                                   | 15                |
| Paesi Bassi                            | 20                |
| Europa                                 | 14                |
| Germania                               | 45                |
| Irlanda                                | 1                 |
| Italia - Download                      | 5                 |
| Italia - Singoli                       | 29                |
| America Latina                         | 80                |
| Israele                                | 5                 |
| Messico Singles Chart                  | 63                |
| Nuova Zelanda                          | 7                 |
| Polonia                                | 41                |
| Portogallo                             | 40                |
| Spagna                                 | 1                 |
| Svezia                                 | 5                 |
| Svizzera                               | 30                |
| Regno Unito                            | 4                 |
| U.S. Billboard Hot 100                 | 3                 |
| U.S. Billboard Pop 100                 | 4                 |
| U.S. Billboard Hot Adult Contemporary  | 1                 |
| U.S. Billboard Hot Adult Top 40 Tracks | 1                 |
| U.S. Billboard Top 40 Mainstream       | 3                 |
| U.S. Billboard Hot Digital Tracks      | 1                 |
| U.S. Billboard Hot Christian Songs     | 4                 |
| U.S. Billboard Modern Rock Tracks      | 31                |